# Sargentodoxa
Sargentodoxa — монотипний рід квіткових рослин родини Lardizabalaceae. Він містить лише один відомий вид, Sargentodoxa cuneata (Oliv.) Rehder & EHWilson
Його рідним ареалом є Китай  до Індокитаю. Він також зустрічається на Хайнані, Лаосі та В'єтнамі.
Назва роду Sargentodoxa — на честь Чарльза Спраг Сарджента (1841–1927), американського ботаніка. У 1872 році він був призначений першим директором дендрарію Арнольда Гарвардського університету в Бостоні, штат Массачусетс. Латинський специфічний епітет cuneata походить від cuneate, що означає клиноподібний. І рід, і вид були вперше описані та опубліковані в CSSargent, Pl. Вілсон. Том 1 на сторінці 351 у 1913 р.

## Галерея

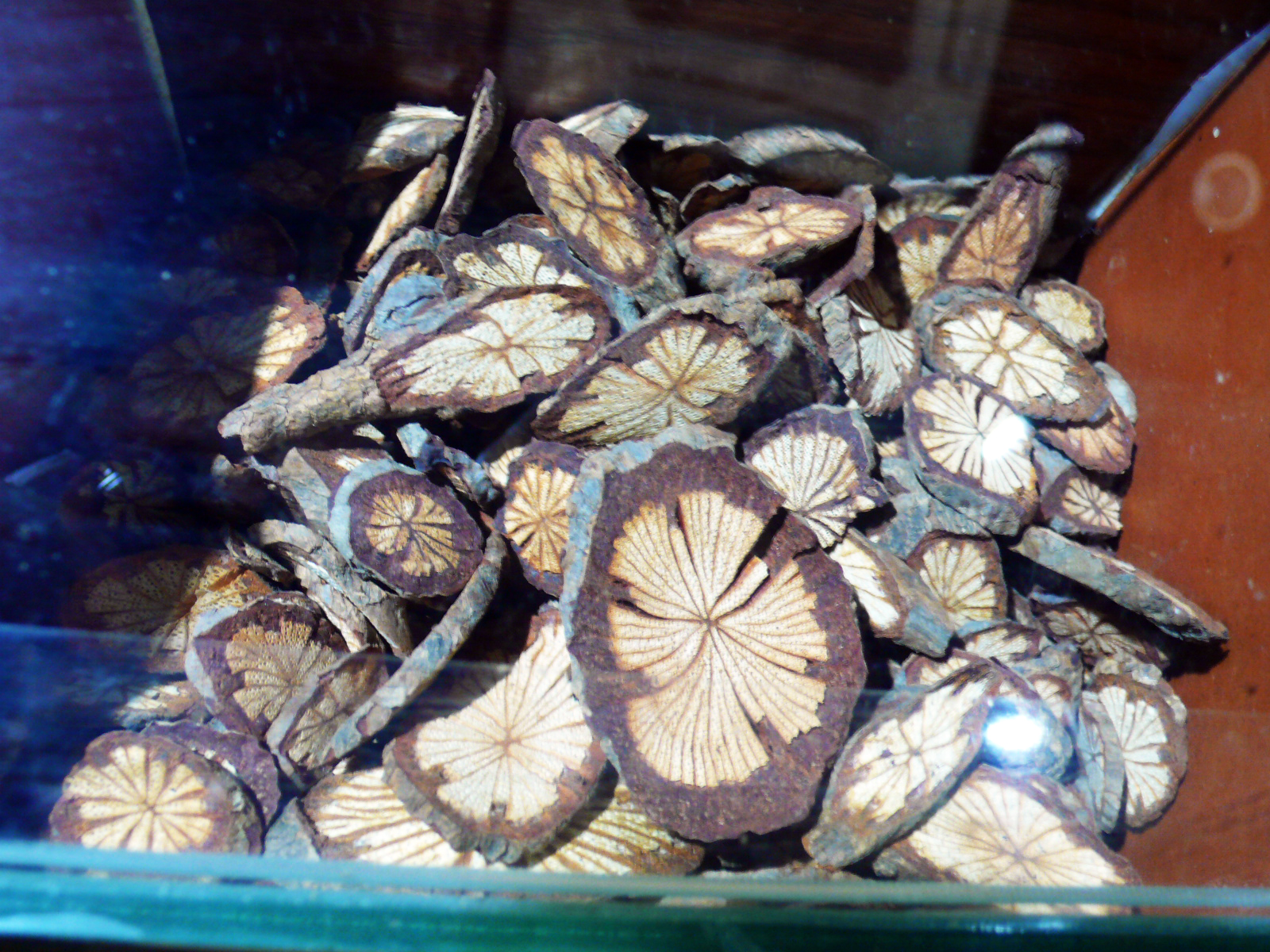
Висушене стебло саргентодокси, що використовується в TCM (традиційна китайська медицина)